# Samsung Galaxy Tab A7
Samsung Galaxy Tab A7  (SM-T500NZAASEK) — інтернет-планшет компанії Samsung Electronics з лінійки пристроїв Samsung Galaxy Tab.
Анонсований планшет 2 вересня 2020 року разом з фітнес браслетом Galaxy Fit2 та бездротовим зарядним пристроєм Wireless Charging Trio.

## Зовнішній вигляд
Тонкий корпус Samsung Galaxy Tab A7 виконаний з металу, за виключенням пластикової вставки для розташування антени. Екран займає 79 % передньої панелі апарату, решта — рамка екрану. Кнопка виключення, регулювання розташовані та мікрофон розташовані з правого боку.
В Україні планшет доступний у 2 кольорах — сірий (Dark Gray) та срібний (Silver).

## Апаратне забезпечення
Samsung Galaxy Tab A7 має восьми ядерний процесор Qualcomm Snapdragon 662: 4 ядра Kryo 260 Gold з частотою 2.0 ГГц та 4 ядра Kryo 260 Silver з частотою 1.8 ГГц. Графічне ядро  — Adreno 610.
Дисплей планшету TFT з діагоналлю 10,4" (1200 x 2000), співвідношенням сторін 5:3, щільність пікселів  — 224 ppi.
Samsung Galaxy Tab A7 представлений в декількох модифікаціях внутрішньої та оперативної пам'яті: 32 Гб та 3 Гб, 32 Гб та 4 Гб, 64 Гб та 3 Гб.
Існує можливість розширення пам'яті шляхом використання microSD картки (до 1 ТБ).
Акумулятор незнімний Li-Pol 7040 мА/г із можливістю швидкісного заряджання пристроєм на 15W.
Основна камера подвійна — 8 МП з автофокусом, без спалаху. Фронтальна камера 5 МП без спалаху, виконує функцію розблокування за обличчям.
Запис відео відбувається у форматі FHD (1920 x 1080) 30 кадрів на секунду.

## Програмне забезпечення
Операційна система телефону — Android 10.0 з фірмовою оболонкою One UI 3.1.
Підтримує стандарти зв'язку: 2G GSM, 3G WCDMA, 4G LTE.
Бездротові інтерфейси: Wi-Fi 802.11 a/b/g/n/ac, Wi-Fi Direct, hotspot, 5.0, A2DP, LE.
Підтримує навігаційні системи: GPS, A-GPS, ГЛОНАСС.
Планшет має роз'єм USB 2.0.
Додаткові датчики: датчик повернення екрану, датчик освітлення, гіроскоп, геомагнітний датчик, датчик Холла.